# Montehermoso
Montehermoso (signifiant en français Beaumont) est une commune de la province de Cáceres dans la communauté autonome d'Estrémadure en Espagne.

## Géographie
Montehermoso se trouve à 24 kilomètres de Plasencia et 107 km de Cáceres par la route. Son élévation moyenne rapport du niveau du mer est de 394 mètres. Sa superficie est de 96 km2.

### Communes limitrophes
- Pozuelo de Zarzón au nord-ouest
- Aceituna au nord et au nord-est
- Valdeobispo et Galisteo à l'est
- Riolobos au sud
- Guijo de Galisteo à l'ouest.

### Relief
Montehermoso se trouve en une zone plate près de la rivière Alagón. Son altitude oscille entre 200 et 500 mètres.

### Hydrographie
À Montehermoso passent un affluent du fleuve Tage, l'Alagón, et quelques affluents de cette rivière, comme les Ruisseaux d’Aceituna, de la Nava, du Pez et la Rive du Bronco.

## Histoire
À Montehermoso passèrent des peuples préromans, romains et visigoths.
Montehermoso fut fondé XIIIe siècle, comme petit village sous l'autorité de Galisteo. Peu d’avant la propriété d'Atalaya, enclave du petit village que n’était pas sous l'autorité de Galisteo, il fut un château important de la Reconquête. Pendant les six siècles sous Galisteo, s'y bâtirent une église et cinq ermitages.
Montehermoso s’émancipa en 1837.

## Administration
Le maire de Montehermoso est Carlos Javier Labrador. Il fut élu en 2003 e réélu en 2007. Les prochaines élections municipales auront lieu en 2011. La municipalité compte 13 conseillers municipaux.

## Culture et patrimoine

### Monuments religieux

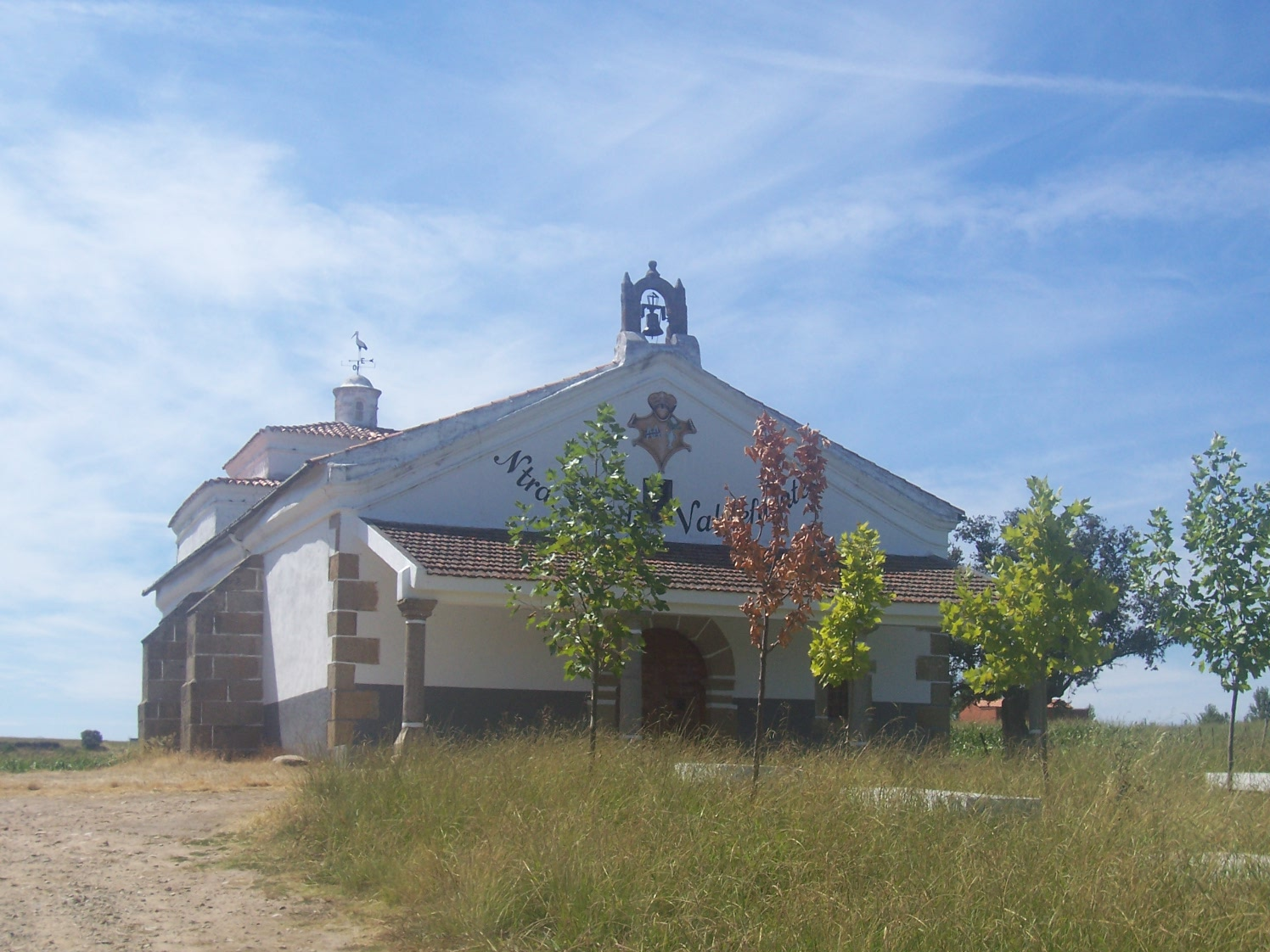
Ermitage de Notre-Dame-de-Valdefuentes

- Église de Notre Dame de la Asunción. (bâtie au XVIe siècle)
- Ermitage de l’Atalaya (propriété privée)
- Ermitage de Notre-Dame-de-Valdefuentes (bâtie aux XVIIe et XVIIIe siècles )
- Ermitage du Saint-Christ des Remèdes (bâtie aux XVIe et XVIIe siècles et restauré en 1995)
- Ermitage de Saint-Antoine (bâtie au XVIIIe siècle et restauré en 1998)
- Ermitage de Saint-Sébastien (bâtie au XVIIIe siècle et restaurée entre 2000 et 2002)
- Ermitage de Saint-Bartolomé (restauré en 2006)
- Ermitage de Saint-Christophe (bâti au XXe siècle)

### Fêtes
À Montehermoso se célèbrent quelques fêtes au long de l’année. Les plus importantes sont celles de :
- Saint Sébastien (dimanche plus proche du 20 janvier)
- Saint Blaise (3 février)
- les Carnavals
- le pèlerinage de Valdefuentes (deuxième dimanche après celui de la Résurrection)
- Saint Bartolomé (24 août)
- le jour de la Vierge de Valdefuentes (6 septembre, bien que célébrée le 8 parce qu’il est fête en Extremadura)